# Crudia spicata
Espèce
Synonymes
Selon Tropicos (1 septembre 2024)
- Apalatoa antillana (Urb.) Standl.
- Apalatoa spicata Aubl. - Basionyme
- Crudia antillana Urb.
- Crudia spicata (Aubl.) Willd.
- Cyclas spicata (Aubl.) J.F. Gmel.
- Tuchiroa spicata (Aubl.) Kuntze

Selon GBIF (1 septembre 2024)
- Apalatoa antillana (Urb.) Standl.
- Apalatoa guianensis Lam.
- Apalatoa spicata Aubl. - Basionyme
- Crudia antillana Urb.
- Crudia apalatoa Steud.
- Crudia spicata (Aubl.) Willd.
- Cyclas spicata (Aubl.) J.F.Gmel.
- Opalatoa spicata
- Touchiroa spicata (Aubl.) Kuntze
- Tuchiroa spicata (Aubl.) Kuntze

Crudia spicata est une espèce de plantes à fleurs de la famille des Fabaceae. C'est un arbre endémique des Guyanes.

## Description
Crudia spicata est un arbre.
Ses feuilles sont (6-)13(-15)-foliolées, chartacées. 
Les racèmes sont terminaux, nombreux, à rachis ferrugineux-pubescent.
Les pédicelles fructifères sont longs d'environ 0,6 cm, sur 0,1-0,3 cm d'épaisseur, apicalement épaissi, pilosé. 
Le fruit est une gousse c1avée, mesurant 10-14 x 4-5 x 0,15-0,2 cm, glabre, densément et quelque peu proéminemment veinée, avec un stipe long d'environ 0,7 cm pour 0,25-0,3 cm de large, à apex arrondi et acuminé obliquement sur 0,6 cm. Il renferme 2 graines plates, brunes.

En 1952, Lemée en propose la description suivante de Protium heptaphyllum :

« C. spicata W. (Apalatoa spicata Aubl.). Arbre diffus, à jeunes rameaux et pétioles pubescents ; stipules foliacées acuminées, 7-15 (souvent 13) folioles de 0,06-0,13 sur 0,02-0,04, alternes ou les inférieures subopposées, oblongues acuminées inéquilatérales glabres, veines saillantes ; grappes terminales denses, bractées et bractéoles elliptiques persistantes, sépales pubérulents ; gousse de 0,07-0,10 sur 0,05-0,07, tomenteuse, à nervures saillantes en réseau, graines (1-2) réniformes comprimées. »

— Albert Lemée, 19523.

## Répartition
Crudia spicata est présent seulement au Suriname, et en Guyane.

## Écologie
Crudia spicata est peu commun et se rencontre surtout dans les forêts de ruisseaux marécageux dans les régions de collines et de montagnes

## Protologue
En 1775, le botaniste Aublet a décrit Crudia spicata sous le nom de Apalatoa spicata, et en a proposé le protologue suivant : 

« APALATOA (ſpicata). (Tabula 147.)
Arbor trunco triginta-pedali, ad ſummitatem ramoſo ; ramis undiquc iparfis. Folia alterna, impari-pinnata, foliolis utrinque ſeptem, ovato-oblongis, acuminatis, glabris 3 integerrimis, ſubſeſſilibus, coſtæ alternatim ficis. Stipulæ binæ, deciduæ, ad bafim coſtæ. Flores ſpicati, axillares & terminates : quilibet flos brevi pedunculo innititur, squamula ad baſim munito. légumen ſubluteum.
Florebat Novembri : fructum ferebat Januario.
Habitat in ſylvis Guianæ.
Nomem Caribæum APALATOUA.

L’APALATOA de la Guiane. (PLANCHE 147.)
Le tronc de cet arbre s'élève à trente & quelquefois quarante pieds, ſur un pied & demi de diamètre. Son écorce eſt griſâtre, liſſe; ſon bois eſt blanchâtre. Il pouſſe à ſon ſommet pluſieurs groſſes branches qui ſe répandent en tous ſens. Elles ſont chargées de rameaux garnis de feuilles alternes & ailées à deux rangs de folioles alternes. Le nombre des folioles eſt de ſept ſur chaque rang. Leur pédicule eſt très court, & articulé ſur une côte cylindrique, longue de huit pouces. Ces folioles ſont vertes, liſſes, entières, ovales, terminées par une longue pointe. Elles ſont fermes, de grandeur inégale ; les plus grandes ont quatre pouces de longueur, ſur un pouce & demi de largeur. 
Les fleurs naiſſent ſur un long épi, à l'aiſſelle des feuilles & à l'extrémité des rameaux. Cet épi eſt garni à ſa baſe d'une écaille, de même que le pédoncule de chaque fleur qui eſt fort court. 
Le calice eſt d'une ſeule pièce, ſoutenu de deux écailles. Il eſt diviſé en quatre parties égales & aiguës. 
II n'y a point de corolle. 
Les étamines ſont au nombre de dix, rangées autour de l'orifice du calice. Leurs filets ſont jaunes & longs. Les anthères ſont ovoïdes & à deux bourſes. 
Le piſtil eſt un ovaire arrondi, porte ſur un petit pivot qui s'élève du fond du calice. cet ovaire eſt ſurmonté d'un style, termine par un stigmate obtus. 
L'ovaire devient une capsule arrondie, comprimée, ſèche, jaunâtre, bordée d'un large feuillet membraneux & onde. Elle contient une ſeule semence en forme de rein.
[...]
Cet arbre eſt nommé APALATOUA par les Galibis. 
Il croît dans les grandes forêts de la Guiane.
Il étoit en fleur dans le mois de Novembre, & en fruit au mois de Janvier. »

— Fusée-Aublet, 1775.